# Borée (1805)
Pour les articles homonymes, voir Borée (homonymie).
Le Borée est un vaisseau de 74 canons français, de la classe Téméraire, en service au début du XIXe siècle.

## Conception et construction
Le Borée est le premier vaisseau de la sous-classe qui porte son nom. Long de 56 mètres et large de 15 mètres, il est légèrement plus petit que les autres vaisseaux de la classe Téméraire, de manière à pouvoir être construit dans des plus petits arsenaux.
Construit à l'arsenal de Toulon, le Borée est lancé en 1805.

## Service actif
En 1808, le Borée, sous les ordres du capitaine Sénez, participe à la campagne en Méditerranée du vice-amiral Honoré Joseph Antoine Ganteaume. Quittant Toulon, le Borée et quatre autres vaisseaux rejoignent le 10 février devant les îles d'Hyères cinq vaisseaux de l'escadre d'Aix commandés par le contre-amiral Allemand. Faisant voile vers Corfou la flotte affronte une tempête au passage du canal de Sicile et les vaisseaux Borée, Génois, Annibal et Robuste du contre-amiral Cosmao-Kerjulen sont séparés du reste de l'escadre. La division fait escale à Tarente, puis rejoint la flotte à Corfou. Le 16 mars, la flotte quitte Corfou et se réfugie à Toulon le 10 avril, sans avoir affronté l'escadre anglaise de Collingwood.